# Куксова, Галина Игнатьевна
Галина Игнатьевна Куксова — советский хозяйственный, государственный и политический деятель, Герой Социалистического Труда.

## Биография
Родилась в 1912 году. Член ВКП(б).
С 1928 года — на хозяйственной, общественной и политической работе. В 1928—1967 гг. — колхозница, ассистент кафедры агрохимии Белорусского сельскохозяйственного института, в эвакуации в Пензе, главный агроном Валуйского районного земельного отдела, председатель исполнительного комитета Обоянского районного Совета депутатов трудящихся.
Указом Президиума Верховного Совета СССР от 7 декабря 1957 года присвоено звание Героя Социалистического Труда с вручением ордена Ленина и золотой медали «Серп и Молот».
Избиралась депутатом Верховного Совета РСФСР 3-го и 4-го созывов.
Умерла в 1997 году в Курске.